# Gerhard Schlüter (Mediziner)
Gerhard Schlüter (* 28. März 1939 in Düsseldorf; † 30. Januar 2018) war ein deutscher Toxikologe.

## Leben
Nach seinem Studium der Medizin war Schlüter zunächst als Assistenzarzt tätig, bevor er sich 1973 im Fach Anatomie habilitierte. Seit 1976 war er als wissenschaftlicher Rat an der Universität Bonn beschäftigt. 1979 erfolgte dann seine Ernennung zum außerplanmäßigen Professor. 1978 begann er seine Tätigkeit am Institut für Toxikologie der Bayer AG, dessen Direktor er 1988 wurde. Bis zu seiner Pensionierung 2001 war er Leiter des Fachbereichs Toxikologie der Bayer AG.
Gerhard Schlüter wurde in Anerkennung seiner Kompetenz als Vorsitzender des Beraterkreises Toxikologie des Ausschusses für Gefahrstoffe (AGS) im Mai 2000 mit dem Bundesverdienstkreuz am Bande ausgezeichnet.

## Schriften (Auswahl)
- Embryotoxische Wirkungen von Trypanblau an Mäusen. Köln 1968, OCLC 831113429.
- Elektronenmikroskopische und experimentelle Untersuchungen über die Struktur und Funktion des visceralen Entoderms bei Mäuseembryonen. Bonn 1974, OCLC 831113429.